# Chila (Bocoio)
Chila é uma comuna angolana. Pertence ao município do Bocoio, na província de Benguela.